# La Plata (estuarium)
La Plata (hiszp. Río de la Plata, port. Rio da Prata) – największe estuarium na świecie, powstałe z połączenia ujściowych odcinków rzek Parany i Urugwaju na zachodnim wybrzeżu Oceanu Atlantyckiego, pomiędzy Urugwajem na północy a Argentyną na południu.
Powierzchnia estuarium wynosi 35 tys. km². Długość 320 km, szerokość maksymalna 220 km. Jego szerokość maleje wraz z odległością od oceanu. Średni przepływ u ujścia 22 tys. m³/s. Średnia suma opadów na obszarze La Platy wynosi około 1120 mm. La Plata zbiera wody spływające z dorzecza rzek, które obejmuje około jednej piątej powierzchni kontynentu. Niektórzy geografowie uważają La Platę za zatokę lub morze marginalne, a inni za rzekę.
Montevideo, stolica Urugwaju, znajduje się na północnym brzegu estuarium, a Buenos Aires, stolica Argentyny, leży na południowo-zachodnim brzegu.
Estuarium La Platy odkrył w 1516 r. hiszpański podróżnik Juan Díaz de Solís.